# Bijugis hungarica
Bijugis hungarica is een vlinder uit de familie van de zakjesdragers (Psychidae). De wetenschappelijke naam van de soort is voor het eerst geldig gepubliceerd in 1941 door Szent-Ivany.